# Ngũ sơn thập sát
Ngũ sơn thập sát (zh. wǔshān shíshā 五山十剎, ja. gozan jissetsu), nghĩa là "năm núi và mười chùa", chỉ một giáo hội bao gồm năm ngọn núi và mười chùa tại hai thành phố Hàng Châu và Minh Châu, được Tống Ninh Tông sáng lập. Ngũ sơn thập sát tại Trung Quốc được theo gương của Ngũ tinh xá thập tháp tại Ấn Độ mà thành lập. Thiền tông Nhật Bản cũng theo cách tổ chức này mà thành lập Ngũ sơn thập sát tại hai thành phố lớn là Kinh Đô (kyōto) và Liêm Thương (kamakura). Ngũ sơn thập sát tại Nhật đã trở thành những trung tâm quan trọng của văn hoá và nghệ thuật tại đây (Ngũ sơn văn học). Tất cả năm núi và mười chùa tại Trung Quốc và Nhật Bản đều thuộc về tông Lâm Tế.
Danh từ "sơn" ở đây được sử dụng như một chùa, một Thiền viện bởi vì hầu hết các thiền viện đời xưa đều được thành lập trên một ngọn núi và các vị Thiền sư trụ trì tại đây cũng thường được gọi dưới tên ngọi núi này.

### Ngũ sơn thập sát tại Trung Quốc
Ngũ sơn
1. Kính sơn (徑山) tại Hàng Châu với Hưng Thánh Vạn Thọ Thiền tự (興聖萬壽禪寺)
2. A-dục vương sơn (阿育王山) tại Ninh Ba với Mậu Phong Quảng Lợi tự (廣利寺)
3. Thiên Đồng Sơn (天童山) tại Hàng Châu (杭州) với Thiên Đồng Sơn Cảnh Đức tự (天童山景德寺)
4. Linh Ẩn sơn (靈隱山) tại Hàng Châu (杭州) với Cảnh Đức Linh Ẩn tự (景德靈隱寺)
5. Nam Bình sơn (南屏山) với chùa Tịnh Từ Báo Ân Quang Hiếu Thiền tự (淨慈報恩光孝禪寺’).

Thập sát
1. Thiên Ninh Vạn Thọ Vĩnh Tộ tự (天寧萬壽永祚寺), tỉnh Chiết Giang
2. Hộ Thánh Vạn Thọ tự (護聖萬壽寺), tỉnh Chiết Giang
3. Thái Bình Hưng Quốc tự (太平興國寺, cũng gọi Linh Cốc tự 靈谷寺), tỉnh Giang Tô
4. Báo Ân Quang Hiếu tự (報恩光孝寺), tỉnh Giang Tô
5. Tư Thánh (資聖寺), tỉnh Chiết Giang
6. Long Tường tự (龍翔寺, cũng gọi Giang Tâm tự 江心寺), tỉnh Chiết Giang
7. Sùng Thánh tự (崇聖寺), tỉnh Phúc Kiến
8. Bảo Lâm tự (寶林寺), tỉnh Chiết Giang
9. Vân Nham tự (雲巖寺), tỉnh Giang Tô
10. Quốc Thanh tự (國清忠寺), tỉnh Chiết Giang

## Ngũ sơn thập sát tại Nhật Bản
Ngũ sơn thập sát tại Nhật Bản thì thay đổi theo thời đại, vương triều. Mãi đến năm 1386 thì danh sách của Ngũ sơn tại đây mới có thể được gọi là hoàn chỉnh, cố định.
| Ngũ sơn Kyoto      | Ngũ sơn Kamakura |
| ------------------ | ---------------- |
| Chùa Tenryū        | Chùa Kenchō      |
| Chùa Shōkoku       | Chùa Engaku      |
| Chùa Kennin        | Chùa Jufuku      |
| Chùa Tōfuku        | Chùa Jōchi       |
| Chùa Manju (Kyoto) | Chùa Jōmyō       |

| Thập sát Kyoto | Thập sát Kamakura     |
| -------------- | --------------------- |
| Chùa Tōji      | Chùa Zenkō            |
| Chùa Rinsen    | Chùa Zuisen           |
| Chùa Shinnyo   | Chùa Tōshō            |
| Chùa Ankoku    | Chùa Manju (Kamakura) |
| Chùa Hōtō      | Chùa Tōzen            |
| Chùa Fumon     | Chùa Mampuku          |
| Chùa Kōgaku    | Chùa Taikyō           |
| Chùa Myōkō     | Chùa Kōshō            |
| Chùa Daitoku   | Chùa Hōsen            |
| Chùa Ryōshō    | Chùa Chōraku          |

Chùa Nanzen, một ngôi chùa lớn tại Kyoto cũng có khi được đặt trên địa vị cao hơn Ngũ sơn tại đây.